# Kunst am Campus

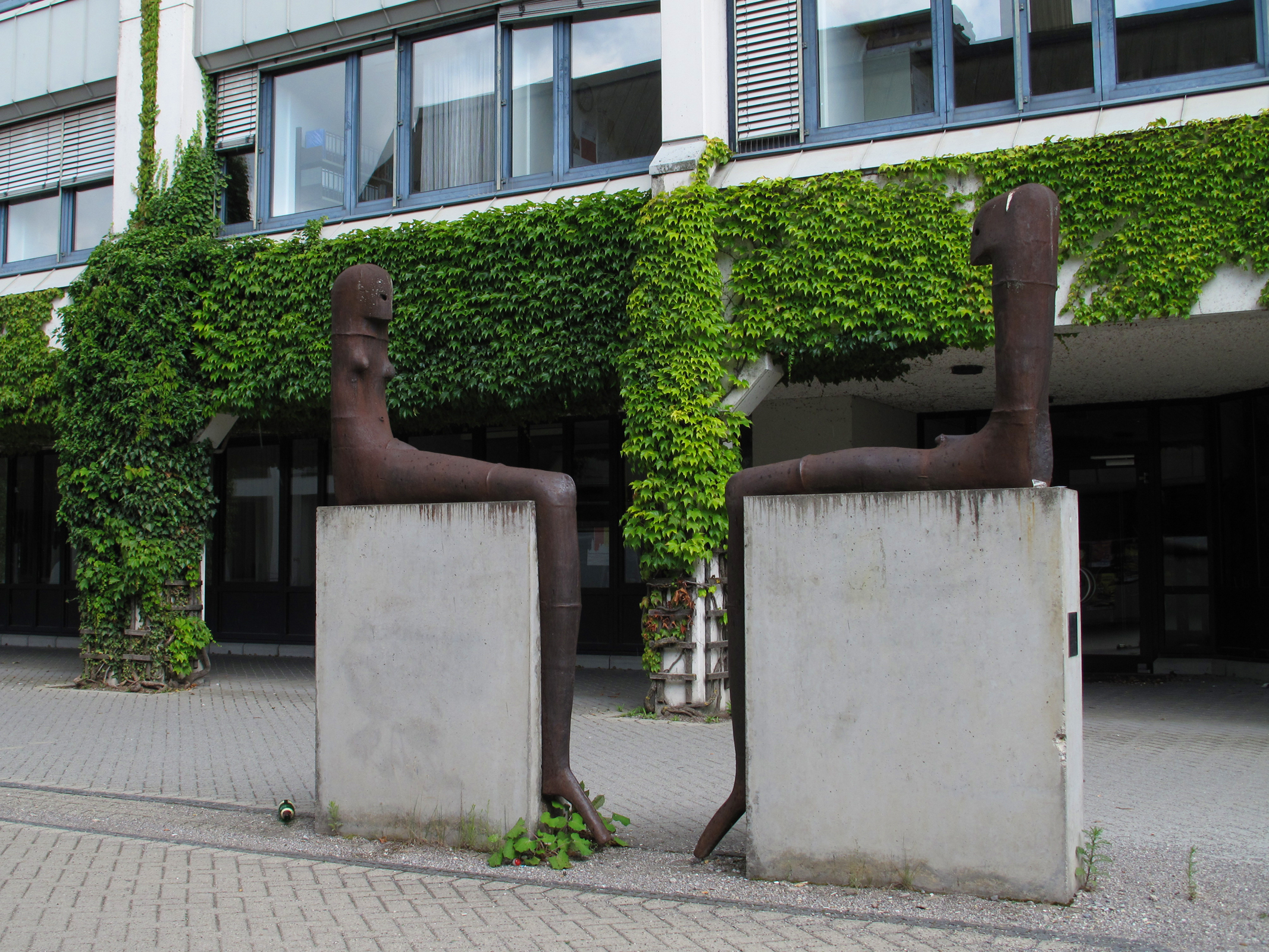
Lothar Fischer, Mann und Frau sich gegenübersitzend

Kunst am Campus ist ein Skulpturenpark auf dem Campus der 1970 gegründeten Universität Augsburg im Augsburger Universitätsviertel.

## Entstehung
Die Gründung der Universität Augsburg führte, entsprechend der gesetzlichen Kunst-am-Bau-Gesetze, zur Anschaffung von Kunstwerken. Damit wurde die künstlerische Gestaltung von Innenräumen und in der Umgebung der Gebäude finanziert.
Mit mehr als fünfzig zeitgenössischen Werken veranschaulicht Kunst am Campus in Augsburg die Entwicklung der Kunst im öffentlichen Raum über mehrere Jahrzehnte. Sie begleitet den Bau des Campus an der Universitätsstraße.
Zum 35-jährigen Bestehen der Universität Augsburg ist ein Kunstführer als Webseite und als Broschüre entstanden. Studierende eines Seminars Gegenwartskunst im öffentlichen Raum des Lehrstuhls für Kunstpädagogik beschreiben darin vierundzwanzig dieser Werke deutscher und internationaler Künstler.

## Skulpturen im Campusgelände
- Raoul Ratnowsky: Räumeverwandlung (Lukas Kap. 24) (1973)
- Walter Schelenz: Vogel beim Nestbau (1976)
- Herbert Peters: Stele, Lagerndes Steinpaar, Brunnenschale (1978)
- Wolfgang Bier: Kopfform (1978)
- Alf Lechner: Augsburger Dreiecke (1978)
- Hans-Jürgen Breuste: Rasterversion Drogheda (1982)
- Christa von Schnitzler: Stele "Mädchen" (1983)
- Michael Croissant: Kopf (1984)
- Alf Schuler: Rohr-Seil-Arbeit (1983)
- Lothar Fischer: Mann und Frau sich gegenübersitzend (1983)
- Leo Kornbrust: Zerlegter Kubus zum Thema menschliche Figur, Kopfbereich (1984)
- Jürgen Goertz: Archiva '87 (1989)
- Nikolaus Gerhart: Entkernter Granit (1989)
- Joachim Bandau: Stele – Kern und Hülle (1989)
- Klaus Goth: Ohne Titel (1990)
- Erika Berckhemer: Brunnen (1995)
- Sabrina Hohmann: Gesetz (1998)
- Nils-Udo: Novalis Hain (1998)
- Jonathan Borofsky: Flying Mann/I dream I could Fly (1985) – installiert 2000
- Edgar Knoop: Mikado (1996)
- Hermann Kleinknecht: Stahlband (1998)
- Hiromi Akiyama: Koordinaten nach Süden geöffnet, Koordinaten nach Norden geöffnet (1998)
- Yoshiyuki Miura: Wandel (1998)
- Benoît Tremsal: Promenade (2011)

## Fotos (Auswahl)

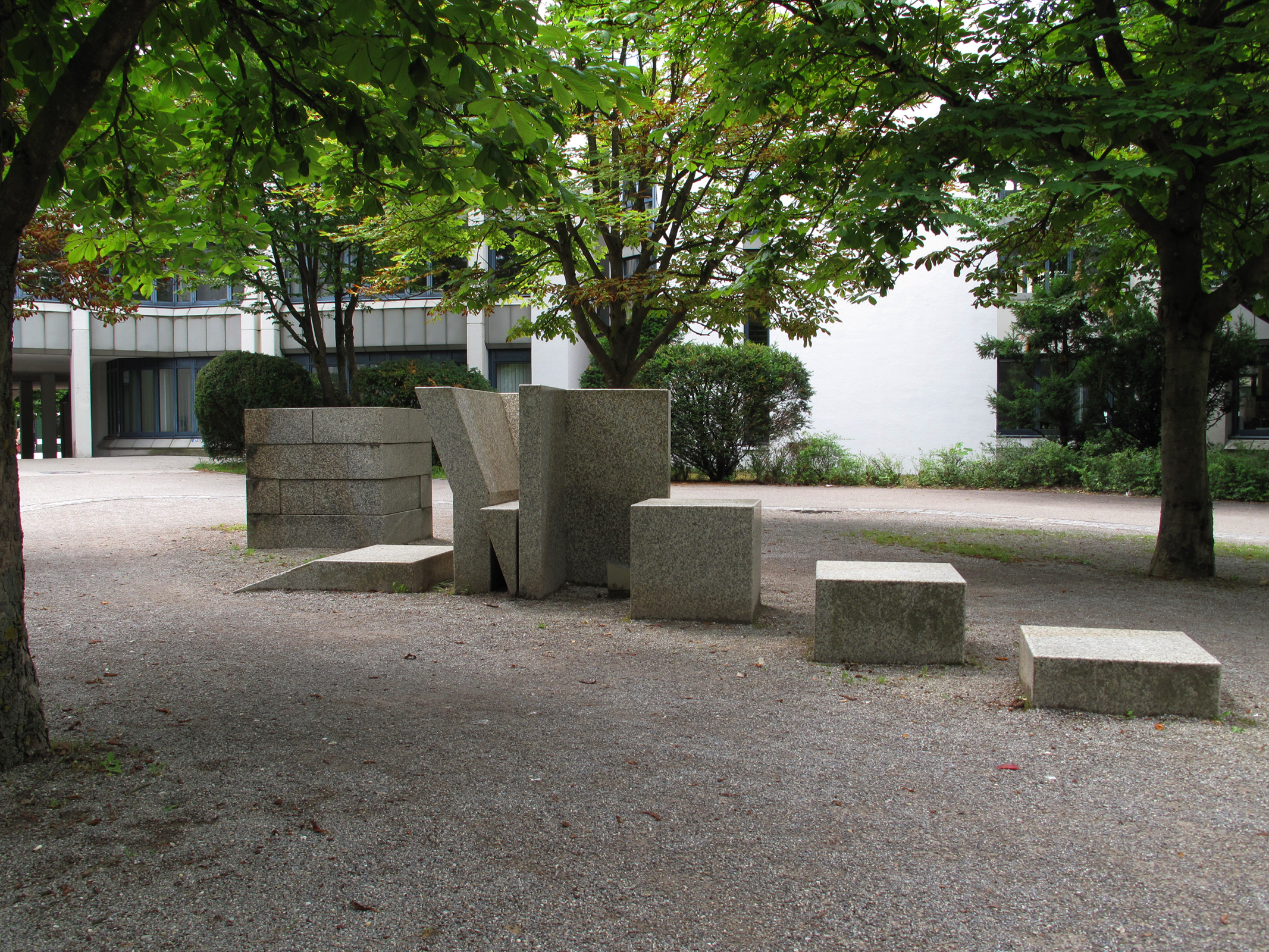
Zerlegter Kubus zum Thema menschliche Figur, Kopfbereich, Leo Kornbrust
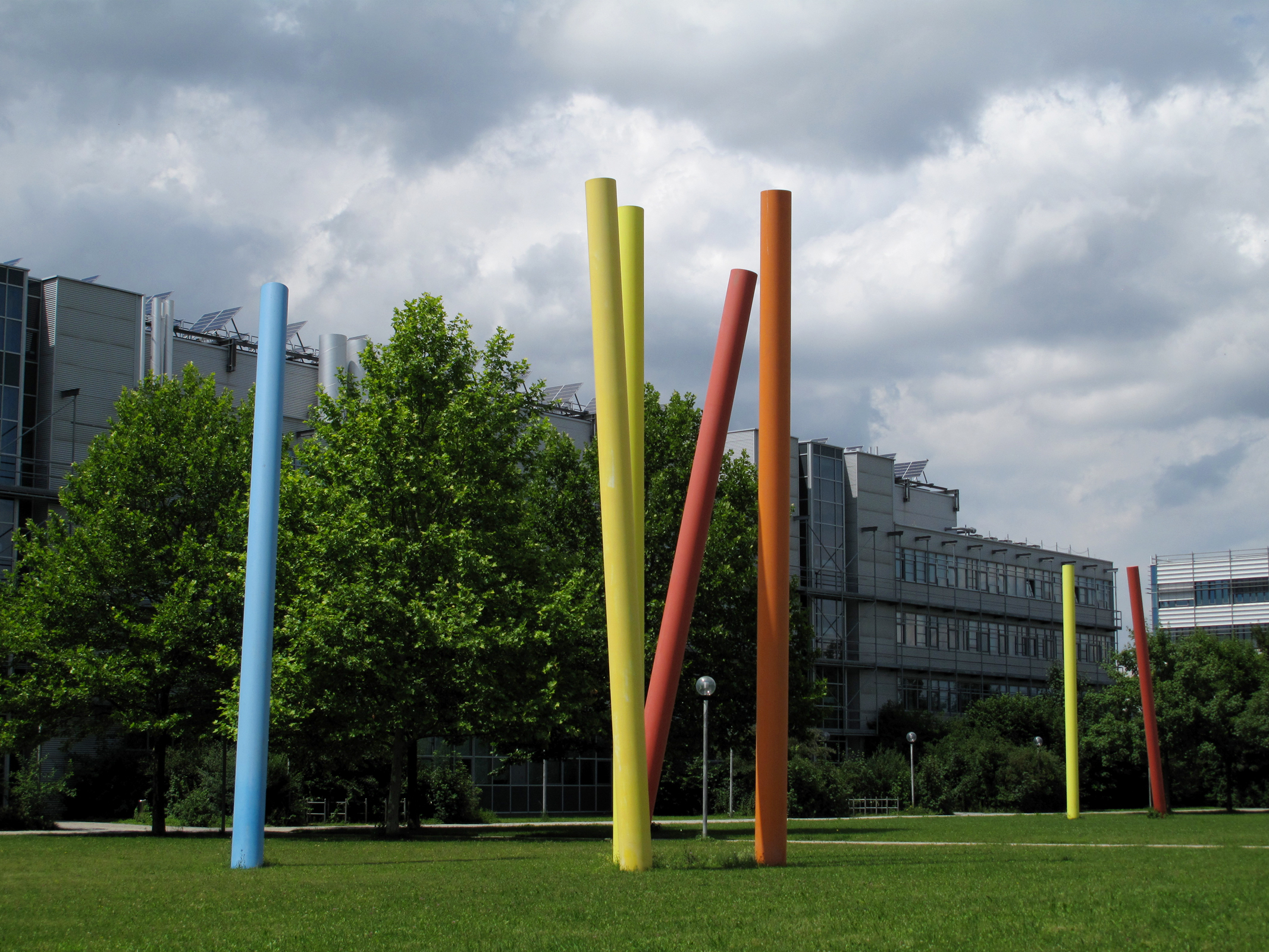
Mikado, Edgar Knoop
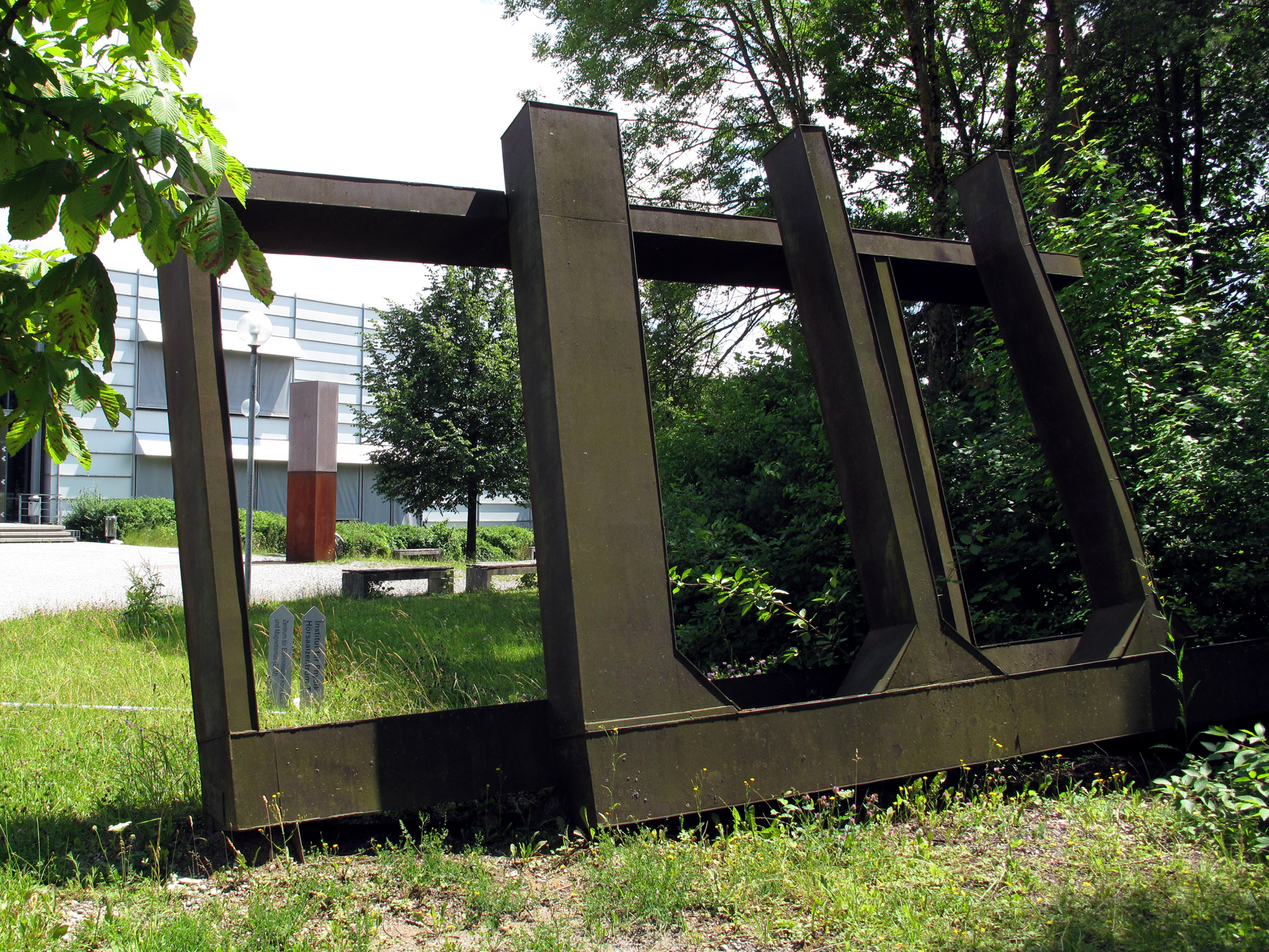
Rasterversion Drogheda, Hans-Jürgen Breuste
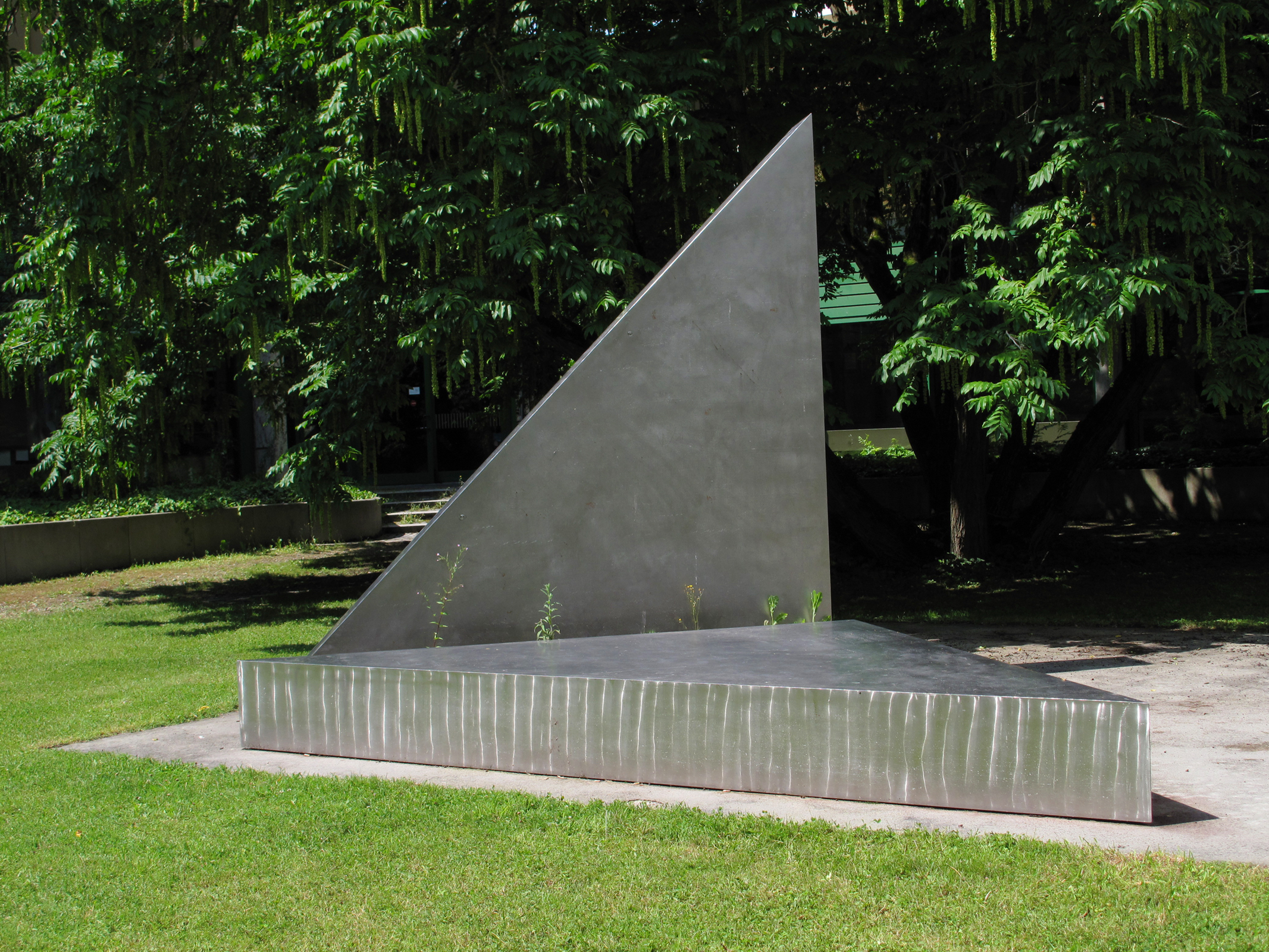
ohne Titel, Alf Lechner
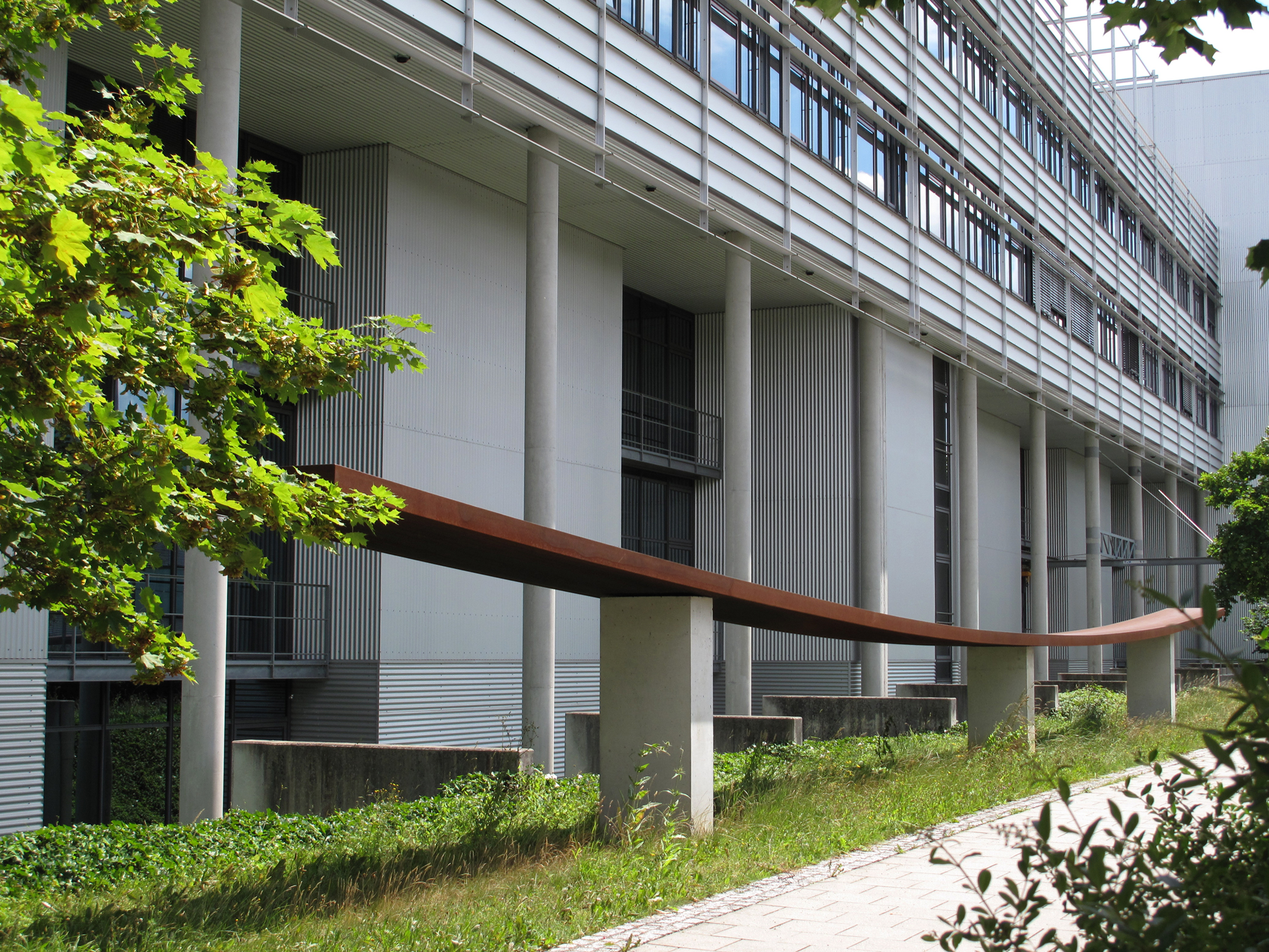
Stahlband, Hermann Kleinknecht
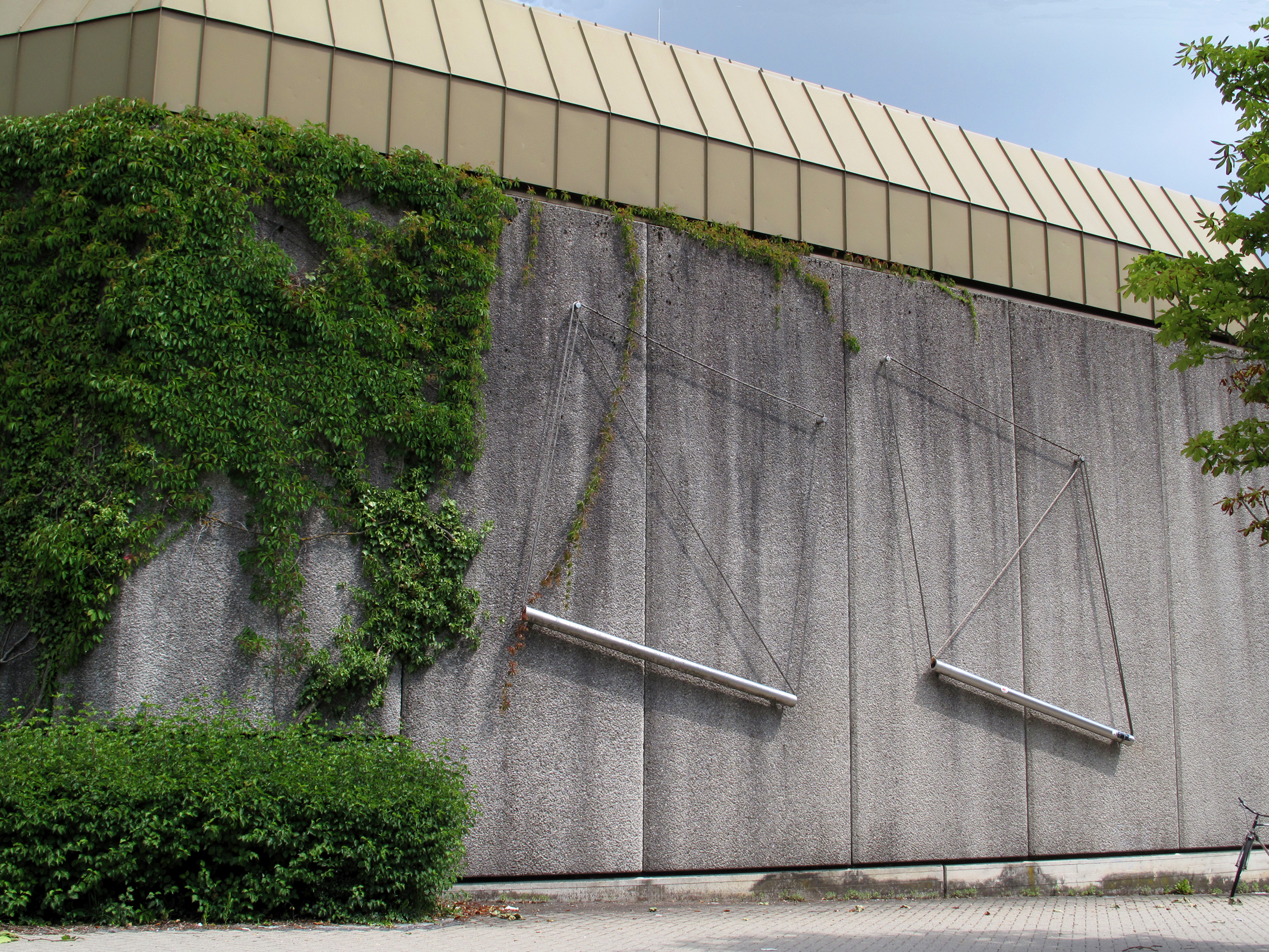
Rohr-Seil-Arbeit, Alf Schuler